# حشره‌خوار خاکستری تایوانی
 حشره‌خوار خاکستری تایوانی (نام علمی: Crocidura tanakae) نام یک گونه از سرده حشره‌خوارهای دندان‌سفید است.